# 18. brumaire-kuppet
18. brumaire-kuppet var et statskup i Frankrig den 9. november 1799, forberedt af Emmanuel-Joseph Sieyès og ledet af Napoléon Bonaparte. Der blev oprettet en ny styreform for Frankrig, «Konsulatet» (Le Consulat). I løbet af den første måned efter kuppet udmanøvrerede Bonaparte de to andre konsuler, og derefter havde han magten som førstekonsul.
Brumairekuppet ses som afslutningen på Den Franske Revolution. Kuppet fandt sted 18. brumaire i år VIII efter den franske revolutionskalender (dvs. 9. november 1799).
Under kuppet brød Napoléon Bonapartes militære styrker ind i nationalforsamlingen (de 500s råd og de ældstes råd), som de opløste. Dermed var vejen banet for en afsættelse af direktoratet.
Bonapartes soldater jagede de deputerede, der prøvede at protestere, ud. Til sidst var det bare nogle få deputerede tilbage, og de godkendte den nye grundlov, der gjorde Bonaparte til diktator.
Kuppet var nær ved mislykkedes. En overgang var Napoléon Bonaparte arresteret, og hans modstandere krævede, at han og hans medsammensvorne skulle føres til guillotinen. Napoleons bror (Lucien Bonaparte) var formand for de 500s råd, og han fik til sidst styrkerne til at storme forsamlingen.
48°52′N 2°21′Ø / 48.86°N 2.35°Ø